# Nicolas Liez

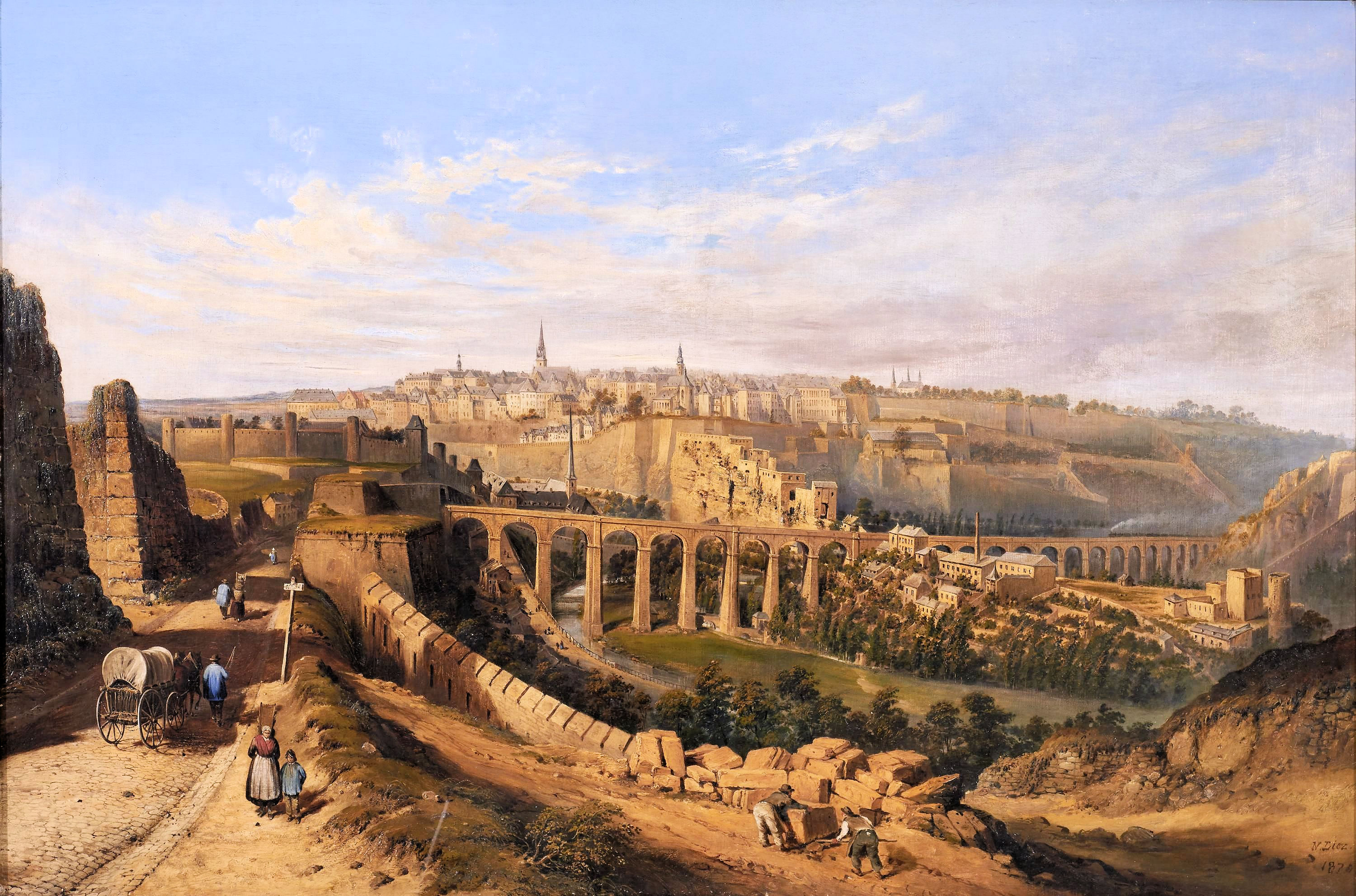
„Ansicht der Stadt Luxemburg vom Fetschenhof“ (1870).

Nicolas Liez (* 14. Oktober 1809 in Neufchâteau; † 30. August 1892 in Dresden) war ein luxemburgischer Maler.

## Leben

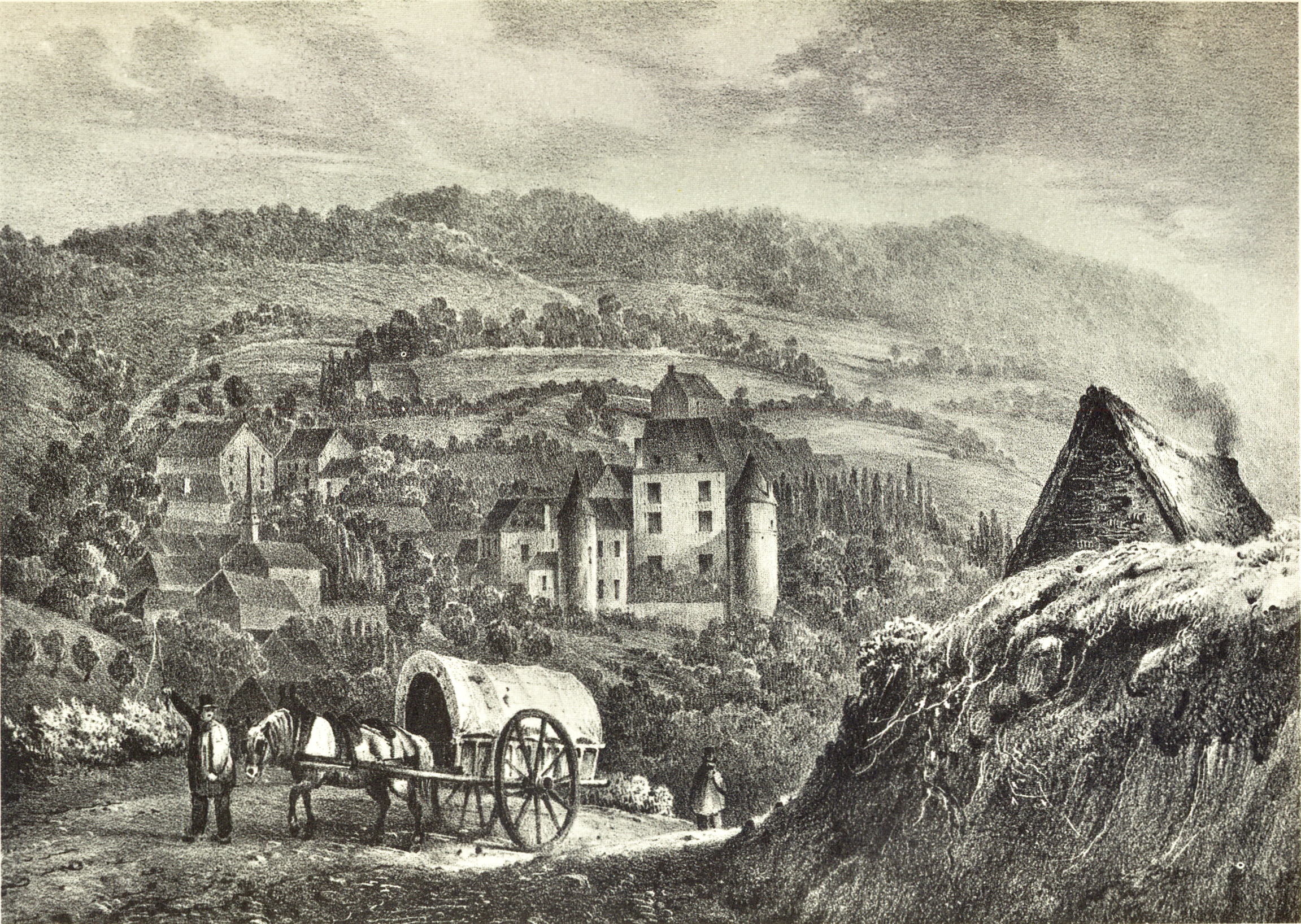
Blick auf Berg, Lithografie aus der Serie „Voyage pittoresque à travers le Grand-Duché de Luxembourg“.

Liez wurde 1809 als Sohn eines französischen Schusters und einer Luxemburgerin im französischen Neufchâteau in den Vogesen geboren. 1812 kam er als Kind mit der Familie nach Luxemburg, 1814 nahm der Vater die luxemburgische Staatsbürgerschaft an. Ab 1825 besuchte er die Luxemburger Zeichenschule und lernte bei Jean-Baptiste Fresez. 1827 bis 1830 studierte er in Charleroi und besuchte er die Académie des Beaux Arts in Mons und beschäftigte sich intensiv mit Lithografie. Ab Mitte der 1830er-Jahre arbeitete er als Lithograf in Luxemburg. Ab September 1837 bis 1851 war er als Kupferstecher in der Keramikmanufaktur Septfontaines beschäftigt. Nach 1851 betrieb Liez eine Lithografie-Anstalt. 1866 erwarb er eine Töpferei in Audun-le-Tiche, die er jedoch schon 1870 aufgeben musste. Liez wurde künstlerischer Leiter der Steingutfabrik von Villeroy & Boch in Dresden. Viele seiner Zeichnungen sind auf Bildtellern der Keramikwerkstätten der Familie Boch wiedergegeben.
Bekannt wurde Liez vor allem für seine Ansichten von Luxemburg und dem Saarland.

## Ehrungen
Im Luxemburger Stadtteil Limpertsberg ist eine Straße nach Liez benannt.